# Aspropyrgos
Aspropyrgos (tiếng Hy Lạp: ?) là một khu tự quản ở vùng Attiki, Hy Lạp. Khu tự quản Aspropyrgos có diện tích 102 km², dân số theo điều tra ngày 18 tháng 3 năm 2001 là 27927 người.